# يلينا تكاتشينكو
يلينا تكاتشينكو (من مواليد 31 يوليو 1983 في سيفاستوبول، أوكرانيا) هي لاعبة جمباز إيقاعي فردية في بطولة العالم في بيلاروسيا. عندما بلغت 16 عامًا، حصلت على فرصة للانتقال إلى بيلاروسيا من خلال الفكرة التي ظهرت بعد المحادثات بين ليوبوف سيريبريانسكايا ومدرب بيلاروسيا إيرينا ليبارسكايا. قالت تكاتشينكو
| يلينا تكاتشينكو | "لم أستطع إظهار موهبتي في وطني. في المسابقات الوطنية ، شغلت 13 إلى 15 مكانًا وعندما ذهبت إلى المسابقات الدولية ، كنت غالبًا أعلى من الفتيات الأوكرانيات الأخريات. لذلك عندما سُئلت عما إذا كنت أرغب في ذلك الانتقال إلى مينسك ، قلت بلا شك: "نعم!". | يلينا تكاتشينكو |

أدى انتقال تكاتشينكو إلى بيلاروسيا إلى تغيير ترتيبها كثيرًا في غضون عام، حيث أصبحت لاعبة الجمباز رقم 3 في بيلاروسيا ورقم 2 بعد تقاعد ليرا فاتكينا. بدأت المنافسة في المزيد من المسابقات الدولية ومع عام 2001 أصبح أكثر مواسمها نجاحًا حيث فازت بالميدالية الفضية في بطولة العالم 2001 في مدريد و 4 ميداليات برونزية في الألعاب العالمية لعام 2001 في  اكيتا، اليابان. أكملت تكاتشينكو حياتها المهنية في موسم 2002.